# Leptosittaca branickii
Periquitão-de-lista-dourada, periquito-do-páramo ou papagaio-do-mato (Leptosittaca branickii) é uma espécie de ave da família Psittacidae. É a única espécie do género Leptosittaca. Pode ser encontrada nos seguintes países: Colômbia, Equador e Peru e está ameaçada por perda de habitat.
O papagaio-do-mato habita principalmente a floresta nublada a uma altitude de 2.400 a 3.500 metros acima do nível do mar e foi ocasionalmente observado a 1.400 ou até 3.600 m. Algumas populações são nómadas, possivelmente devido a uma forte dependência dos cones de Mañíos (Podocarpus sp.). No Equador, nidifica em palmeiras de cera mortas, mesmo onde essas árvores são raras. Na Colômbia também se sabe que esta espécie nidifica nos troncos do encenillo (Weinmannia sp.) e costuma utilizar o cravo do ar (Tullandsia sp.) para obter água. As duas plantas mais importantes para a alimentação são o cedrillo (Brunellia goudoti) e o pinheiro hayuelo (Podocarpus oleifolius). A nidificação provavelmente corresponde à disponibilidade de alimentos e pode não ser sazonal em muitas áreas; porém, embora, de acordo com a IUCN, esta espécie esteja listada na categoria de menor preocupação, em geral a população enfrenta a ameaça de perda de habitat. De fato, o Parque Nacional Podocarpus (146.280 ha) e a Reserva Fundación Jocotoco Tapichalaca (700 ha) no sul do Equador são os únicos locais do país que protegem o habitat dessa espécie. Os papagaios-do-mato, sobretudo, utilizam cavidades naturais feitas pelos pica-paus, por isso a Fundação Loro Parque promoveu um projeto que instalou ninhos artificiais para conhecer melhor a biologia reprodutiva desta espécie.
Os ninhos artificiais foram um sucesso, mas ainda é necessário entender melhor o status populacional, a biologia reprodutiva e as necessidades ecológicas em outras partes do Equador. Por isso, a Fundação Loro Parque promove, junto com a Estação Biológica de Yanayacu, estudos que permitam um conhecimento mais aprofundado desta espécie mais ao norte do Equador, para avaliar a população atual e estudar a biologia da reprodução. Isso também inclui a identificação de locais de nidificação e a instalação de ninhos artificiais em locais onde as cavidades naturais são escassas. Para levar a cabo medidas de conservação, é necessário primeiro identificar as áreas-chave e os problemas, bem como as preocupações socioeconómicas da população regional.